# Sztészikhorosz
Sztészikhorosz (ógörögül Στησίχορος), (Lokrisz, i. e. 640 – i. e. 549) görög költő. A későbbi görögök a Kilenc Lírai Költő közé sorolták.
A görögországi Lokriszban született, élete nagy részét a szicíliai Himeraiban töltötte. Phalarisz tirannusz (565–549) ellen volt, emiatt menekülnie kellett. Élete hátralévő részét bujdosóként Katanban (ma Catania) töltötte, ott is halt meg.
Termékeny és sokoldalú költő volt, formai eredetisége kiemelkedő. Lírai elbeszélőként jellemezhető. A görög költészetet közvetítette Itália népeihez. Kiemelkedő műve az Iliupersis, melyben a trójai hősmondát dolgozza fel. Forma tekintetében ő volt a dór líra alapítója, a hősi karének atyja.